# Đường cao tốc Pyeongtaek–Jecheon
Đường cao tốc Pyeongtaek–Jecheon (Tiếng Hàn: 평택제천고속도로, Pyeongtaek-Jecheon Gosok Doro) số 40, là đường cao tốc ở Hàn Quốc, hiện nối Pyeongtaek, Gyeonggi đến Chungju, Chungcheong Bắc với kế hoạch mở rộng đến Jecheon, Samcheok.
Ban đầu được đánh số 24 trong quá trình quy hoạch và đầu tư ban đầu, nó được thay đổi thành 40 vào năm 2001 như một phần tái đánh dấu đường cao tốc mới ở Hàn Quốc. Công trình khởi công vào tháng 12 năm 1997.
Đường cao tốc Pyeongtaek–Jecheon là một phần của hệ thống tuyến đường thu phí của Hàn Quốc. Người lái xe chỉ trả phí khi ra khỏi hệ thống, không phải chuyển giao giữa đường cao tốc với hệ thống.
Mặc dù tên chính thức của đường cao tốc là "Đường cao tốc Pyeongtaek-Chungju" (평택충주고속도로) vào năm 2002 và "Đường cao tốc Pyeongtaek-Jecheon" vào năm 2008.

## Lịch sử
- 27 tháng 12  1997: Công trình khởi công (W.Pyeongtaek~W.Anseong)
- 7 tháng 12 năm 1997: Công trình khởi công (W.Anseong~Daeso)
- 12 tháng 12 năm 2002: Đoạn W.Pyeongtaek~W.Anseong mở cửa lưu thông.
- 8 tháng 8 năm 2007: Công trình khởi công (Daeso~E.Chungju)
- 11 tháng 11 năm 2008: Đoạn W.Anseong~Daeso mở cửa lưu thông.
- Tháng 7 2009: Công trình khởi công (E.Chungju~Jecheon)
- 24 tháng 7 năm 2009: N.Jincheon IC mở cửa lưu thông.
- 12 tháng 8 năm 2013: Đoạn Daeso~E.Chungju mở cửa lưu thông.
- 26 tháng 11 năm 2013: Geumwang-Kkotdongnae IC mở cửa lưu thông.
- 31 tháng 10 năm 2014: Đoạn IC Chungju JC ~ E.Chungju thông xe

- 30 tháng 6 năm 2015  : Đoạn IC E.Chungju ~ Jecheon JC / S.Jecheon IC thông xe.

## Tổng quan

### Số làn đường
- W.Anseong IC ~ Jecheon JC: Khứ hồi 4 làn xe
- W.Pyeongtaek JC ~ Songtan IC, Anseong JC ~ W.Anseong IC: Khứ hồi 6 làn xe
- Songtan IC ~ Anseong JC: Khứ hồi 8 làn xe

### Chiều dài
- 127.1 km

### Tốc độ giới hạn
- Tối đa 100 km/h
- Tối thiểu 50 km/h

### Đường hầm
| Tên                 | Vị trí                                                       | Chiều dài | Ngày hoàn thành | Ghi chú             |
| ------------------- | ------------------------------------------------------------ | --------- | --------------- | ------------------- |
| Hầm Pyeongtaek      | Jije-dong, Pyeongtaek-si, Gyeonggi-do                        | 370m      | 2002            |                     |
| Hầm Banje           | Banjeri-ri, Wongok-myeon, Anseong-si, Gyeonggi-do            | 140m      | 2007            |                     |
| Hầm Geumgwang 1     | Gaesan-ri, Geumgwang-myeon, Anseong-si, Gyeonggi-do          | 806m      | 2008            | Hướng đi Jecheon    |
| Hầm Geumgwang 1     | Gaesan-ri, Geumgwang-myeon, Anseong-si, Gyeonggi-do          | 802m      | 2008            | Hướng đi Pyeongtaek |
| Hầm Geumgwang 2     | Osan-ri, Geumgwang-myeon, Anseong-si, Gyeonggi-do            | 369m      | 2008            | Hướng đi Jecheon    |
| Hầm Geumgwang 2     | Osan-ri, Geumgwang-myeon, Anseong-si, Gyeonggi-do            | 380m      | 2008            | Hướng đi Pyeongtaek |
| Hầm Geumgwang 3     | Hanun-ri, Geumgwang-myeon, Anseong-si, Gyeonggi-do           | 457m      | 2008            | Hướng đi Jecheon    |
| Hầm Geumgwang 3     | Okjeong-ri, Geumgwang-myeon, Anseong-si, Gyeonggi-do         | 498m      | 2008            | Hướng đi Pyeongtaek |
| Hầm Anjin           | Okjeong-ri, Geumgwang-myeon, Anseong-si, Gyeonggi-do         | 2,300m    | 2008            | Hướng đi Jecheon    |
| Hầm Anjin           | Okjeong-ri, Geumgwang-myeon, Anseong-si, Gyeonggi-do         | 2,355m    | 2008            | Hướng đi Pyeongtaek |
| Hầm Surisan         | Osaeng-ri, Saenggeuk-myeon, Eumseong-gun, Chungcheongbuk-do  | 212m      | 2013            |                     |
| Hầm Sinni           | Munrak-ri, Sinni-myeon, Chungju-si, Chungcheongbuk-do        | 309m      | 2013            |                     |
| Hầm Noeun 1         | Munseong-ri, Noeun-myeon, Chungju-si, Chungcheongbuk-do      | 979m      | 2014            | Hướng đi Jecheon    |
| Hầm Noeun 1         | Munseong-ri, Noeun-myeon, Chungju-si, Chungcheongbuk-do      | 968m      | 2014            | Hướng đi Pyeongtaek |
| Hầm Noeun 2         | Shinhyo-ri, Noeun-myeon, Chungju-si, Chungcheongbuk-do       | 206m      | 2014            | Hướng đi Jecheon    |
| Hầm Noeun 2         | Shinhyo-ri, Noeun-myeon, Chungju-si, Chungcheongbuk-do       | 210m      | 2014            | Hướng đi Pyeongtaek |
| Hầm Noeun 3         | Shinhyo-ri, Noeun-myeon, Chungju-si, Chungcheongbuk-do       | 368m      | 2014            | Hướng đi Jecheon    |
| Hầm Noeun 3         | Shinhyo-ri, Noeun-myeon, Chungju-si, Chungcheongbuk-do       | 356m      | 2014            | Hướng đi Pyeongtaek |
| Hầm Noeun 4         | Shinhyo-ri, Noeun-myeon, Chungju-si, Chungcheongbuk-do       | 535m      | 2014            | Hướng đi Jecheon    |
| Hầm Noeun 4         | Shinhyo-ri, Noeun-myeon, Chungju-si, Chungcheongbuk-do       | 450m      | 2014            | Hướng đi Pyeongtaek |
| Hầm Jungangtab      | Gaheung-ri, Jungangtap-myeon, Chungju-si, Chungcheongbuk-do  | 679m      | 2014            |                     |
| Hầm Sancheok 1      | Yulneung-ri, Umjeong-myeon, Chungju-si, Chungcheongbuk-do    | 1,066m    | 2015            | Hướng đi Jecheon    |
| Hầm Sancheok 1      | Yulneung-ri, Umjeong-myeon, Chungju-si, Chungcheongbuk-do    | 1,079m    | 2015            | Hướng đi Pyeongtaek |
| Hầm Sancheok 2      | Yeongdeok-ri, Sancheok-myeon, Chungju-si, Chungcheongbuk-do  | 274m      | 2015            | Hướng đi Jecheon    |
| Hầm Sancheok 2      | Yeongdeok-ri, Sancheok-myeon, Chungju-si, Chungcheongbuk-do  | 238m      | 2015            | Hướng đi Pyeongtaek |
| Hầm Cheondeungsan 1 | Yeongdeok-ri, Sancheok-myeon, Chungju-si, Chungcheongbuk-do  | 399m      | 2015            | Hướng đi Jecheon    |
| Hầm Cheondeungsan 1 | Yeongdeok-ri, Sancheok-myeon, Chungju-si, Chungcheongbuk-do  | 442m      | 2015            | Hướng đi Pyeongtaek |
| Hầm Cheondeungsan 2 | Yeongdeok-ri, Sancheok-myeon, Chungju-si, Chungcheongbuk-do  | 119m      | 2015            | Hướng đi Jecheon    |
| Hầm Cheondeungsan 3 | Myeongseo-ri, Sancheok-myeon, Chungju-si, Chungcheongbuk-do  | 2,645m    | 2015            | Hướng đi Jecheon    |
| Hầm Cheondeungsan 3 | Myeongseo-ri, Sancheok-myeon, Chungju-si, Chungcheongbuk-do  | 2,619m    | 2015            | Hướng đi Pyeongtaek |
| Hầm Sancheok 3      | Myeongseo-ri, Sancheok-myeon, Chungju-si, Chungcheongbuk-do  | 1,256m    | 2015            | Hướng đi Jecheon    |
| Hầm Sancheok 3      | Myeongseo-ri, Sancheok-myeon, Chungju-si, Chungcheongbuk-do  | 1,274m    | 2015            | Hướng đi Pyeongtaek |
| Hầm Sancheok 4      | Myeongseo-ri, Sancheok-myeon, Chungju-si, Chungcheongbuk-do  | 1,243m    | 2015            | Hướng đi Jecheon    |
| Hầm Sancheok 4      | Myeongseo-ri, Sancheok-myeon, Chungju-si, Chungcheongbuk-do  | 1,191m    | 2015            | Hướng đi Pyeongtaek |
| Hầm Geumseong       | Jangseon-ri, Cheongpung-myeon, Jecheon-si, Chungcheongbuk-do | 4,427m    | 2015            | Hướng đi Jecheon    |
| Hầm Geumseong       | Jangseon-ri, Cheongpung-myeon, Jecheon-si, Chungcheongbuk-do | 4,465m    | 2015            | Hướng đi Pyeongtaek |

## Nút giao thông · Giao lộ
- IC và JC: Giao lộ, TG: Trạm thu phí, SA: Khu vực dịch vụ.
- Đơn vị đo khoảng cách là km.

| Số  | Tên                 | Tên            | Khoảng cách | Tổng khoảng cách | Kết nối                                                                                    | Vị trí            | Vị trí        | Ghi chú                                                                                                   |
| Số  | Tiếng Anh           | Hangul         | Khoảng cách | Tổng khoảng cách | Kết nối                                                                                    | Vị trí            | Vị trí        | Ghi chú                                                                                                   |
| --- | ------------------- | -------------- | ----------- | ---------------- | ------------------------------------------------------------------------------------------ | ----------------- | ------------- | --- |
| 1   | W.Pyeongtaek JC     | 서평택 분기점  | -           | 0.00             | Đường cao tốc Seohaean Đường cao tốc Pyeongtaek–Siheung                                    | Gyeonggi-do       | Pyeongtaek-si | Điểm đầu                                                                                                  |
| 2   | Cheongbuk           | 청북           | 2.80        | 2.80             | Quốc lộ 39 (Seohae-ro) Tỉnh lộ 302 (Cheongwon-ro)                                          | Gyeonggi-do       | Pyeongtaek-si | |
| SA  | Pyeongtaek SA       | 평택휴게소     |             |                  |                                                                                            | Gyeonggi-do       | Pyeongtaek-si | Tích hợp cả hai hướng                                                                                     |
| 2-1 | Pyeongtaek JC       | 평택 분기점    | 5.20        | 8.00             | Đường cao tốc Pyeongtaek–Paju                                                              | Gyeonggi-do       | Pyeongtaek-si | |
| 2-2 | Pyeongtaek-Godeok   | 평택고덕       | 5.70        | 13.70            | Cheomdan-daero Quốc lộ 38 (Seodong-daero)                                                  | Gyeonggi-do       | Pyeongtaek-si | |
| 3   | Songtan             | 송탄           | 7.17        | 20.87            | Tỉnh lộ 302 (Cheongwon-ro) Tỉnh lộ 317 (Samnam-ro)                                         | Gyeonggi-do       | Anseong-si    | |
| 4   | Anseong JC          | 안성 분기점    | 2.83        | 23.70            | Đường cao tốc Gyeongbu                                                                     | Gyeonggi-do       | Anseong-si    | |
| 5   | W.Anseong           | 서안성         | 1.98        | 25.68            | Quốc lộ 45 (Nambuk-daero)                                                                  | Gyeonggi-do       | Anseong-si    | |
| 6   | S.Anseong           | 남안성         | 10.21       | 35.89            | Tỉnh lộ 23 (Anseong-daero) Tỉnh lộ 302 (Anseongmaum-daero·Sindumangok-ro) Je2gongdan1-gil  | Gyeonggi-do       | Anseong-si    | |
| SA  | Anseong Matchum SA  | 안성맞춤휴게소 |             |                  |                                                                                            | Gyeonggi-do       | Anseong-si    | Cả 2 hướng                                                                                                |
| 7   | N.Jincheon          | 북진천         | 19.91       | 55.80            | Quốc lộ 17 (Saenggeojincheon-ro) Tỉnh lộ 302 (Ideok-ro)                                    | Chungcheongbuk-do | Jincheon-gun  | |
| 8   | Daeso JC            | 대소 분기점    | 2.09        | 57.89            | Đường cao tốc Jungbu                                                                       | Chungcheongbuk-do | Eumseong-gun  | |
| 9   | Geumwang-Kkottongne | 금왕꽃동네     | 7.25        | 65.14            | Quốc lộ 21 (Jinseong-ro) Tỉnh lộ 333 (Daedong-ro) Maengdongsandanjiwon-ro                  | Chungcheongbuk-do | Eumseong-gun  | |
| SA  | Geumwang SA         | 금왕휴게소     |             |                  |                                                                                            | Chungcheongbuk-do | Eumseong-gun  | Cả 2 hướng                                                                                                |
| 10  | Eumseong            | 음성           | 7.27        | 72.41            | Quốc lộ 37 (Saengeum-ro) Tỉnh lộ 82 (Daegeum-ro)                                           | Chungcheongbuk-do | Eumseong-gun  | |
| 11  | W.Chungju           | 서충주         | 5.40        | 77.81            | Quốc lộ 3 (Jungwon-daero) Tỉnh lộ 82 (Sindeok-ro) Tỉnh lộ 306 (Jungwon-daero·Yonggwang-ro) | Chungcheongbuk-do | Chungju-si    | |
| 12  | Chungju JC          | 충주 분기점    | 7.68        | 85.49            | Đường cao tốc Jungbu Naeryuk                                                               | Chungcheongbuk-do | Chungju-si    | Trong trường hợp đi theo hướng Pyeongtaek, không thể đi vào Đường cao tốc Jungbu Naeryuk (Hướng Changwon) |
| 13  | N.Chungju           | 북충주         | 4.97        | 90.46            | Tỉnh lộ 82 (Gamno-ro) Tỉnh lộ 525 (Solgogae-ro)                                            | Chungcheongbuk-do | Chungju-si    | Chỉ vào hướng Jecheon và ra hướng Pyeongtaek                                                              |
| 13  | Noeun JC            | 노은 분기점    | 0.40        | 90.86            | Đường cao tốc Jungbu Naeryuk                                                               | Chungcheongbuk-do | Chungju-si    | Trường hợp đi hướng Jecheon thì không thể đi vào Đường cao tốc Jungbu Naeryuk (Hướng Changwon)            |
| 14  | E.Chungju           | 동충주         | 12.33       | 103.19           | Quốc lộ 19 (Chungwon-daero) Quốc lộ 38 (Bukbu-ro)                                          | Chungcheongbuk-do | Chungju-si    | |
| SA  | Cheondeungsan SA    | 천등산휴게소   |             |                  |                                                                                            | Chungcheongbuk-do | Chungju-si    | Cả 2 hướng                                                                                                |
| 15  | Jecheon JC          | 제천 분기점    | 23.72       | 126.91           | Đường cao tốc Jungang                                                                      | Chungcheongbuk-do | Jecheon-si    | Điểm cuối Kết nối với S.Jecheon IC                                                                        |

## Liên kết
- MOLIT Chính phủ Hàn Quốc, Bộ nhà đất, hạ tầng và giao thông vận tải Hàn Quốc
- KEC Tổng công ty đường cao tốc Hàn Quốc